# Troisième voie (alliance politique polonaise)
Pour les articles homonymes, voir Troisième Voie.
Troisième voie (polonais : Trzecia Droga) est une alliance politique démocrate chrétienne en Pologne, formée le 27 avril 2023, en prévision des élections parlementaires de 2023. L'objectif de la coalition est de fournir une alternative à Droit et justice et à la Plate-forme civique, les partis dominant la vie politique polonaise depuis 2005.
La coalition est formée des partis chrétiens démocrates Pologne 2050 et Coalition polonaise (autour du Parti paysan polonais).

## Histoire
La coopération dans les domaines du système judiciaire, de l'éducation et des gouvernements locaux entre Pologne 2050 et le Parti paysan polonais, la principale composante de Coalition polonaise, est annoncée par Szymon Hołownia et Władysław Kosiniak-Kamysz le 7 février 2023,,.
Après de longues négociations, les partis décident le 27 avril 2023 de se présenter ensemble aux élections parlementaires de 2023, puis révèlent le nom de la coalition le 15 mai. Malgré leur coopération lors des élections, les deux partis annoncent qu'ils créeront deux groupes politiques distincts lors de la prochaine législature.
Les deux dirigeants annoncent leur volonté de tenir des pourparlers avec d'autres partis et organisations politiques. Il est fait référence ici avant tout à Wolnościowcy (en), à l'Association de la Jeune Pologne ou aux dissidents conservateurs de la Plate-forme civique ,,.

## Idéologie
Le bloc de la « troisième voie » est principalement dominé par des hommes et femmes politiques conservateurs, chrétiens-démocrates et libéraux modérés. L'objectif de la Coalition est de convaincre les anciens électeurs de Droit et Justice de les rejoindre en créant une plate-forme centriste, voire conservatrice modérée dans l'opposition,. Le programme de Troisième Voie inclut une augmentation des recettes et du budget de l’État, une réforme du système scolaire, une politique climatique basée sur les énergies renouvelables et une simplification du système fiscal. L'alliance appelle à un référendum sur l'avortement, et est plutôt libérale en matière sociale,,.
Idéologiquement, la Coalition polonaise se concentre sur la démocratie chrétienne, l'agrarisme et le conservatisme, principalement en raison de l'influence du PSL et du Centre pour la Pologne (en), tandis que l'UED maintient des positions sociales-libérales plus progressistes,,.
Pologne 2050 représente principalement des opinions chrétiennes-démocrates et libérales avec une influence écologique,.

## Composition
| Nom | Nom                                 | Idéologie                                              | Position              | Chef                      | Députés  | Sénateurs | Députés européens | Élus régionaux |
| --- | ----------------------------------- | ------------------------------------------------------ | --------------------- | ------------------------- | -------- | --------- | ----------------- | -------------- |
|     | Coalition polonaise (autour du PSL) | Démocratie chrétienne, Conservatisme, Agrarisme        | Centre à centre-droit | Władysław Kosiniak-Kamysz | 32 / 460 | 6 / 100   | 2 / 53            | 73 / 552       |
|     | Pologne 2050                        | Démocratie chrétienne, Libéralisme, Écologie politique | Centre                | Szymon Holownia           | 33 / 460 | 5 / 100   | 1 / 53            | 3 / 552        |